# Kamenná Lhota (Nová Ves u Leštiny)
Kamenná Lhota je osada, součást obce Nová Ves u Leštiny v okrese Havlíčkův Brod. Nachází se v Hornosázavské pahorkatině, v katastrálním území Nová Ves u Leštiny, půl kilometru severovýchodně od Nové Vsi u Leštiny. Osadou prochází silnice II/130.
Kamenná Lhota byla součástí obce Vlkaneč, v roce 1923 byla přičleněna k Nové Vsi u Leštiny. Mezi lety 1930 a 1950 přišla o status osady. Díl Kamenné Lhoty byl od 90. let 19. století do doby mezi lety 1930  a 1950 součástí Chrtníče.